# 米索齐·祖卢
米索齐·奇莎·蕾切尔·祖卢（英語：Misozi Chisha Rachael Zulu；1994年10月11日—），赞比亚女子足球运动员，司职后卫，目前效力于Hakkarigücü Spor和赞比亚国家女子足球队。她曾代表赞比亚参加2024年夏季奥林匹克运动会女子足球比赛。